# Карагай-Юрт
Карага́й-Юрт (рос. Карагай-Юрт, башк. Ҡарағаййорт) — присілок (колишнє селище) у складі Бєлорєцького району Башкортостану, Росія. Входить до складу Ішлинської сільської ради.
Населення — 66 осіб (2010; 88 в 2002).
Національний склад:
- росіяни — 66%